# Musiivka, Vesele
Musiivka (în ucraineană Мусіївка) este un sat în comuna Hoholivka din raionul Vesele, regiunea Zaporijjea, Ucraina.

## Demografie
Componența lingvistică a localității Musiivka
     Ucraineană (84,66%)
     Rusă (15,34%)
Conform recensământului din 2001, majoritatea populației localității Musiivka era vorbitoare de ucraineană (84,66%), existând în minoritate și vorbitori de rusă (15,34%).